# Nemanja Nedić
Nemanja Nedić (czarn. cyr. Немања Недић, ur. 6 kwietnia 1995 w Beranach) – czarnogórski piłkarz występujący na pozycji obrońcy w duńskim klubie Kolding IF.

## Sukcesy

### Klubowe
Sutjeska Nikšić
- Mistrz Czarnogóry (2×): 2017/2018, 2018/2019